# ФК Фуглафјердур
ФК Фуглафјердур је фудбалски клуб из Фуглафјердура са Фарских Острва. Клуб игра у Премијер лиги Фарских острва.
Боја клуба је црвена и бела. Играју на Стадиону Флјетугерди у Фуглафјердуру, капацитета 3000 гледалаца.

## Историја
Фуглафјердур је основан 1946. године. Клуб је једном освојио шампионат Фарских острва и четири пута је играо у финалу купа Фарских острва, али ниједном није успео да освоји ово такмичење.
Освојеним четвртим местом у Премијер лиги Фарских острва 2010. године, клуб је први пут у својој историји изборио пласман у европска такмичења. Противник у 1. колу квалификација за Лигу Европе је исландски Рејкјавик.

## Трофеји
- Премијер лига Фарских острва:
  - Првак (1) :1979

## Учешће у европским такмичењима
| Сезона   | Такмичење   | Рунда       | Земља  | Клуб      | Домаћин | Гост | Укупан скор | УЕФА поени |
| -------- | ----------- | ----------- | ------ | --------- | ------- | ---- | ----------- | ---------- |
| 2011/12. | Лига Европе | 1. коло кв. | Исланд | Рејкјавик | 1:3     | 1:5  | 1:8         | 0,0        |

Укупни УЕФА коефицијент је 0,0